# Fioravante Baldi
Fioravante Baldi (Basilea, 14 gennaio 1913 – 1º maggio 1976) è stato un calciatore e allenatore di calcio italiano, di ruolo centrocampista.
Fratello minore di Giuseppe e Adelmo, anch'essi calciatori, era pertanto conosciuto anche come Baldi III.

## Carriera

### Giocatore
Messosi in luce con due campionati nel Foggia fra terza e seconda serie, nel 1934 venne acquistato dal Torino, con cui esordì in Serie A con il 30 settembre 1934 in Torino-Triestina (3-1) mettendo a segno un gol.
Con i granata diventò una delle bandiere, disputando nove stagioni dal 1934 al 1943 assistendo alla nascita del Grande Torino, ed emergendo, soprattutto nelle prime stagioni, come buon realizzatore (35 reti nei primi 4 campionati, risultato rilevante per un centrocampista).

### Allenatore
Portò la SPAL ad un 5º posto in Serie A che sarà il miglior risultato di tutta la storia della società ferrarese. Allenò in due riprese il "suo" Torino, nella stagione 1956-1957 e l'anno dopo, nella stagione 1957-1958, quando subentrò a Blagoje Marjanović.
Da allenatore del Palermo fu esonerato durante l'ultima giornata di campionato della stagione 1960-1961, giocata a Foggia, fra il primo e il secondo tempo, poi culminata con il ritorno in Serie A dei rosanero; guidò anche il Napoli nel campionato di Serie B 1961-1962 fino alla 21ª giornata, quando fu sostituito da Bruno Pesaola.

## Palmarès

### Giocatore

#### Competizioni nazionali
- Campionato italiano: 1

Torino: 1942-1943
- Coppa Italia: 2

Torino: 1935-1936, 1942-1943
- Prima Divisione: 1

Foggia: 1932-1933

### Allenatore

#### Competizioni nazionali
- Serie C: 1

Piombino: 1950-1951